# زلزال دوديكانيسيا 2008
زلزال دوديكانيسيا 2008 هو زلزالٌ وقعَ في دوديكانيسيا في اليونان بتاريخ 15 يوليو 2008.